# Kabenau
Der Kabenau (auch Gabina oder St. Augustin River) ist ein Fluss auf Papua-Neuguinea, der 1887 durch den Geologen Carl Schneider entdeckt und 1888 von Hugo Zöller eingehend erforscht wurde.
Der Kabenau entspringt im Finisterre-Gebirge. Er fließt anfangs in westlicher, später in nordöstlicher Richtung. Das Gewässer bildet den Grenzfluss zwischen dem Finisterregebirge im Norden sowie dem Krätke- und Bismarckgebirge im Süden. Wenige Kilometer westlich von Rimba (Erimba, früher Konstantinhafen) mündet der Kabenau in die Astrolabebai.